# گایووکا زاخودنگا
گایووکا زاخودنگا (به لهستانی:  Gajówka Zachodnia) یک روستا در لهستان است که در گمینا ستوچک واقع شده‌است.